# Vézelay
Vézelay er en fransk by i départementet Yonne i Bourgogne. Byen er mest kendt for et benediktinsk abbedi, som omfatter valfartskirken Sainte-Marie-Madeleine med relikvierne af Maria Magdalene. Byen har 492 indbyggere (1999).

## Pilgrimskirken La Madeleine
Den benediktinske klosterkirke i Vézelay blev grundlagt i 9. århundrede. Kort efter kom kirken i besiddelse af Maria Magdalenas relikvier, og siden har den været et betydeligt valfartssted for pilgrimme. Relikvierne blev ifølge legenden bragt dertil fra Saint-Maximin-la-Sainte-Baume af munken Baudillon. I 1058 blev relikviernes ægthed bekræftet af paven
Den nuværende kirke blev opført mellem 1089 og 1206; de ældste dele er i romansk stil og de yngste i gotisk. Midterskibet er næsten 60 m langt, og dets proportioner giver kirken indtryk af lethed: hvælvingens usædvanlige højde, det gotiske kors elegance og det øvrige interiør. Kirkens elegante arkitektur understreges af de grå bånd, der pryder de massive buer i midterskibet.

## Vézelay og Korstog
I påsken 1146 holdt Bernhard af Clairvaux fra kirken en prædiken for bl.a. Ludvig 7. af Frankrig. Den blev startskuddet til det 2. korstog.
Richard 1. Løvehjerte og Filip 2. August af Frankrig mødtes her i 1190, inden de begav sig til det Hellige land på det 3. korstog.

## Vézelay i dag
Kirken Sainte-Marie-Madeleine og hele den bakke, som den ligger på, blev i 1979 udnævnt til en del af UNESCOs liste over verdens kulturarv.